# Heinrich Angst
Heinrich Angst   (valor desconegut, 29 d'agost de 1915 - 9 de setembre de 1989) fou un pilot de bob suís que va competir durant les dècades de 1940 i 1950.
Durant la seva carrera va prendre part en dues edicions dels Jocs Olímpics d'Hivern. El 1948, a Sankt Moritz, fou quart en la prova de bobs a quatre del programa de bob. El 1956, als Jocs de Cortina d'Ampezzo, disputà les dues proves del programa de bob. Guanyà la medalla d'or en la prova de bobs a quatre, formant equip amb Franz Kapus, Gottfried Diener i Robert Alt, mentre en la prova del bob a dos fou setè. En el seu palmarès també destaquen dues medalles d'or, una de plata i quatre de bronze al Campionat del món de bob.